# Susanne Berkenheger
Susanne Berkenheger (* 24. Juni 1963 in Maulbronn) ist eine deutsche Künstlerin, Autorin und Satirikerin.

## Werdegang
Susanne Berkenheger wuchs in Stuttgart auf und studierte Italoromanische Philologie, Neuere Deutsche Literaturwissenschaft und Deutsch als Fremdsprache in Erlangen, Nürnberg, München und Rom. Als Journalistin arbeitete sie für die Süddeutsche Zeitung und für die Frankfurter Allgemeine Zeitung. Bekannt wurde sie 1997 mit ihrer ersten Hyperfiction Zeit für die Bombe, mit der sie den Pegasus-Wettbewerb der Wochenzeitung Die Zeit gewann und die heute als Klassiker des Genres gilt. Auch ihre Nachfolgewerke wurden mehrfach ausgezeichnet.
Seit 2005 hat Berkenheger sich immer mehr vom Hypertext abgewandt und mit den Möglichkeiten der aktionistischen Medienkunst experimentiert. Ihre Themen sind meist technische und ökonomische Entwicklungen des sozialen Raums Internet, die sie satirisch und subversiv bearbeitet. Große mediale Aufmerksamkeit brachte ihr 2007 das Internet-Kunstprojekt accountleichenbewegung.de, auch andere Projekte fanden national und international Beachtung. Berkenhegers Werke wurden unter anderem in Amsterdam, São Paulo, Rio de Janeiro, Hongkong, Tokio, New York und Montréal ausgestellt.
Als Dramatikerin war Susanne Berkenheger 2000 Teil des experimentellen Chat-Theater-Projekts Kampf der Autoren, ihr Stück Ich sterbe gleich, Schatz wurde 2004 in Münster uraufgeführt.
Im Jahr 2011 veröffentlichte Berkenheger zusammen mit Klaus Ungerer das satirische Sachbuch „Drücken Sie bitte die Eins. Willkommen in der Servicehölle“. Susanne Berkenheger war auch Mitglied der Satireredaktion „Spam“ auf Spiegel Online.

## Auszeichnungen und Preise
- 1. Preis Pegasus Internet-Literaturwettbewerb, 1997
- 1. Preis Ettlinger Internet-Literaturwettbewerb, 1999
- Förderung durch den Deutschen Literaturfonds, 2001
- 2. Preis literatur.digital, 2002
- Arbeitsstipendium der Thyll-Dürr-Stiftung auf Elba, gemeinsam mit Klaus Ungerer, 2003
- Internationaler Preis Ciutat de Vinaròs für digitale Literatur, Barcelona, Spanien, 2005
- Arbeitsstipendium der Internationalen Künstlerinnenstiftung Die Höge, 2004
- Arbeitsstipendium im Künstlerdorf Schöppingen, 2007
- CYNETART-Preis 2008
- Virtual Residency Location One, New York, 2008
- Bremer Netzresidenz, 2009
- Prager Literaturstipendium 2.0, 2010

## Werke
- Zeit für die Bombe, Hyperfiction, 1997
- Hilfe!, Hyperfiction, 1999
- Kampf der Autoren (gemeinsam mit Martina Kieninger, Gerald Anetzhuber und Christian Hempel), 2000
- Die Schwimmmeisterin, 2002
- Die Worldwatchers, fiktionaler Weblog (gemeinsam mit Gisela Müller), 2003
- Ich sterbe gleich, Schatz, 2004
- The Bubble Bath, 2005
- accountleichenbewegung.de, 2007
- Berlin Ambush Votings, 2008
- Die letzten Tage von Second Life, 2009/10
- Augmented Bombings, 2011
- Drücken Sie bitte die Eins, Sachbuch, Ullstein, Berlin 2011 (gemeinsam mit Klaus Ungerer), ISBN 3-548-37416-6
- In Account Corpses We Trust, 2012
- Ist bestimmt was Psychologisches, Goldmann Verlag, 2014, ISBN 978-3-442-15799-0